# Muschampia mohammed
Muschampia mohammed (Barbarijs brandkruiddikkopje) is een vlinder uit de familie van de dikkopjes (Hesperiidae). De wetenschappelijke naam van de soort is voor het eerst gepubliceerd in 1887 door Charles Oberthür.

## Verspreiding
De soort komt voor in rotsachtige en bloemrijke plaatsen in Marokko en Noord-Algerije.

## Waardplanten
De rups leeft op Phlomis crinita (Brandkruid) en Phlomis bovei.